# Edifici d'habitatges al carrer Juli Garreta, 4-6 (Girona)
L'Edifici d'habitatges al carrer Juli Garreta, 4-6 és una obra de Girona inclosa a l'Inventari del Patrimoni Arquitectònic de Catalunya.

## Descripció
És un edifici de planta entre mitgeres, de planta baixa i 4 pisos amb una façana enrasada al carrer, de composició simètrica. L'edifici es forma amb 2 escales de veïns a nivell de planta baix el tractament és de portes de botigues i accessos d'arc rebaixat i paret estucada amb ratlles més separades que la resta de la façana, a manera de sòcol. Des del primer pis, amb balcons i balustrades formant corbes a cada obertura, el tractament de l'estucat és de franges més tupides. A nivell del segon pis, i ajuntant-se amb el tercer pis, es creen tribunes de finestres d'arc de mig punt i columnes de fust cilíndric separadores, amb cornises de motllures entremig i en el remat. Aquestes tribunes formen terrasses a nivell del quart pis, en retirar-se la façana, excepte als laterals de les tribunes, on l'edifici continua fins a la coberta. Les tribunes son 2 simètricament disposades. Els cossos més alts es coronen amb baranes de balustres.

## Història
Segons la placa de la porta, l'edifici està protegint pel ministeri segons decret del 1948.